# Villa Los Coihues

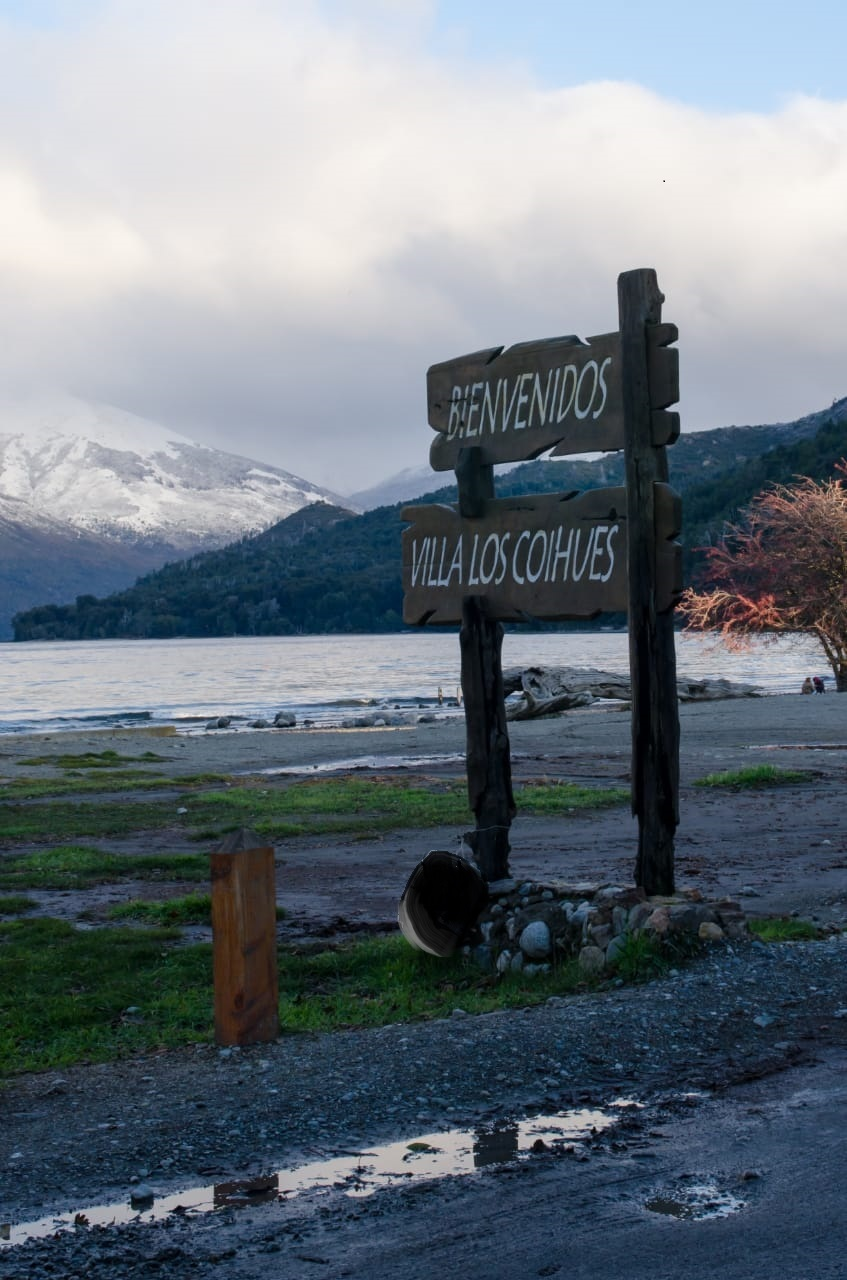
Entrada de Villa los Coihues, cartel realizado por la Junta Vecinal en el año 2003.

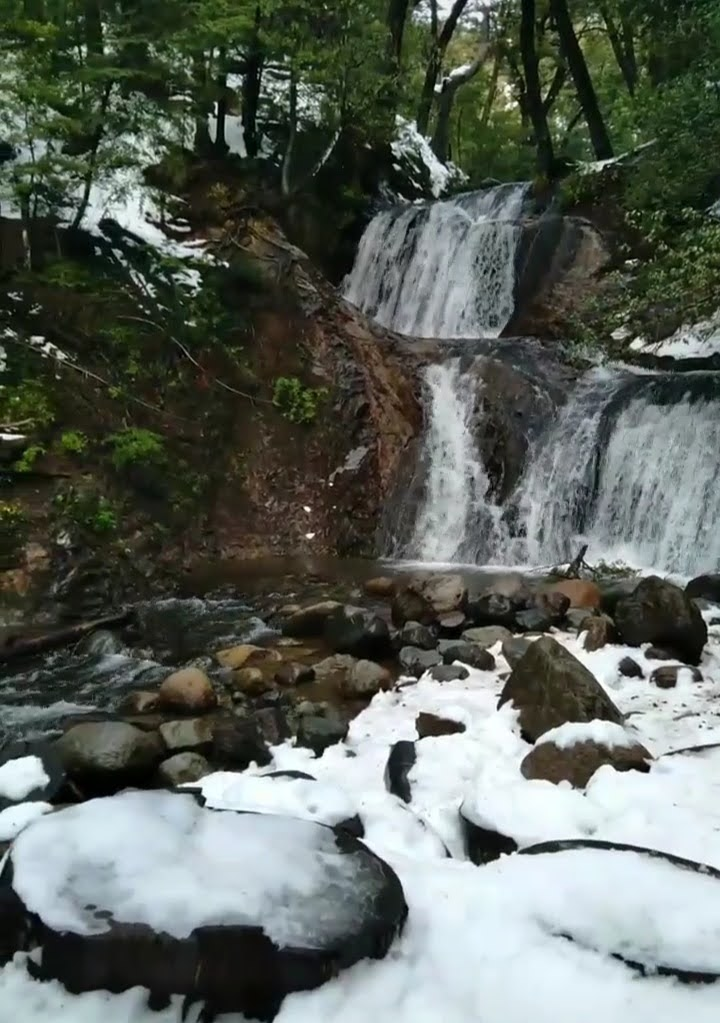
La Cascada de los Duendes está ubicada en Villa Los Coihues, a 16 kilómetros del centro de la ciudad de San Carlos de Bariloche.

Villa Los Coihues es un barrio de la ciudad de San Carlos de Bariloche, Río Negro, Argentina. Se encuentra ubicado a orillas del Lago Gutiérrez a unos 12 km del centro de la ciudad de San Carlos de Bariloche, a través de la ruta provincial 82.
Sus atractivos naturales, como ser el Lago Gutiérrez, valle encajonado entre el cerro Otto y el cerro Viejita -también conocido como cerro La Vieja o cerro San Martín-; el acceso al parque nacional; Cascada de los Duendes; y varios senderos de montaña, así como la tranquilidad que le confiere hallarse algo distante del centro urbano de Bariloche, genera en vacaciones de verano e invierno visitas de turistas.

## Toponimia
Su nombre proviene del coihue, que a su vez viene del mapudungún koywe.

## Población
Cuenta con 1,919 habitantes (Indec, 2010), lo que representa un incremento del 180% frente a los 683 habitantes (Indec, 2001) del censo anterior.
| Gráfica de evolución demográfica de Villa Los Coihues entre 1991 y 2010 |
|                                                                         |
| Fuente: Censos nacionales del INDEC                                     |

## Iniciativas comunitarias
Si bien se trata de una comunidad nueva (la mitad de sus habitantes estables se radicaron en la primera parte de la década del 2000), sus vecinos han dado lugar a algunas iniciativas comunitarias autogestivas significativas: el sistema de agua es gestionado desde los primeros años de la comunidad por la Junta Vecinal en 1986; la biblioteca popular Carilafquen se constituyó en 1996 y en 2009 obtuvo su personería jurídica provincial; la Escuela Pública 324, que comenzó a funcionar en la sede de la Junta Vecinal, y que hoy instrumenta numerosas iniciativas innovadoras (esquí escolar, actividades de intercambio, pernoctes y campamentos) acompañada por la Cooperadora Escolar; un jardín de infantes cooperativo (gestionado por los propios padres) contiene y estimula a los niños de 1 á 3 años; la Asociación Chen nuclea a muchos artesanos de la comunidad; en septiembre de 2007 se inicia un proyecto comunitario de separación domiciliaria de residuos y reciclado a través de la Asociación de Recicladores de Bariloche; el grupo Abrazo Verde suma iniciativas orientadas al cuidado ambiental; desde 2008 un grupo de mujeres comparte reuniones sobre crianza; en febrero de 2009 surge en el "aire" FM Los Coihues 105.5 Radio Comunitaria; en el invierno de 2009 se desarrolla un programa de salud comunitaria; desde el año 2010 los huerteros se encuentran mensualmente para intercambiar sus saberes, plantas y semillas; también desde 2010 se instrumenta el Presupuesto Participativo (con fondos de la Junta Vecinal); en 2011 se abrió una Feria y Trueque para productos artesanales, y el Banco Popular de Los Coihues que otorga préstamos para emprendedor.

## Respeto por el entorno
Debido a su geografía y a su vecindad con el Área Gutiérrez del parque nacional Nahuel Huapi, es un área de gran valor natural, por lo que tanto desde la Junta Vecinal como desde otras organizaciones se trabaja sostenidamente en el cuidado del medioambiente, como "zona de amortiguación" entre lo urbano y lo natural. Es por eso que se votó en Asamblea un "Programa de Iluminación Respetuosa" en sintonía con lineamientos mundiales de avanzada para la reducción de la contaminación lumínica, el consumo de energía y el calentamiento global.  También se promueve el cuidado de las especies vegetales nativas, la erradicación de las exóticas, y se apoyan los proyectos de preservación de las áreas fiscales y privadas circundantes (la "Pampita" y el cerro San Martín o "Viejita").

## Cantera del barrio
La cantera del barrio se encuentra a 1,5 kilómetros del mismo. Con una profundidad de 15 metros aproximadamente y 60 metros de diámetro. Todavía hay camiones sacando ripio y canto rodado en esta cantera. La entrada para los camiones sale del camino al cerro catedral, el acceso tiene unos 300 metros de largo hasta llegar a la cantera. Hay muchos caminos para bicicleta y motocross por la zona.

## Museo geológico y paleontológico

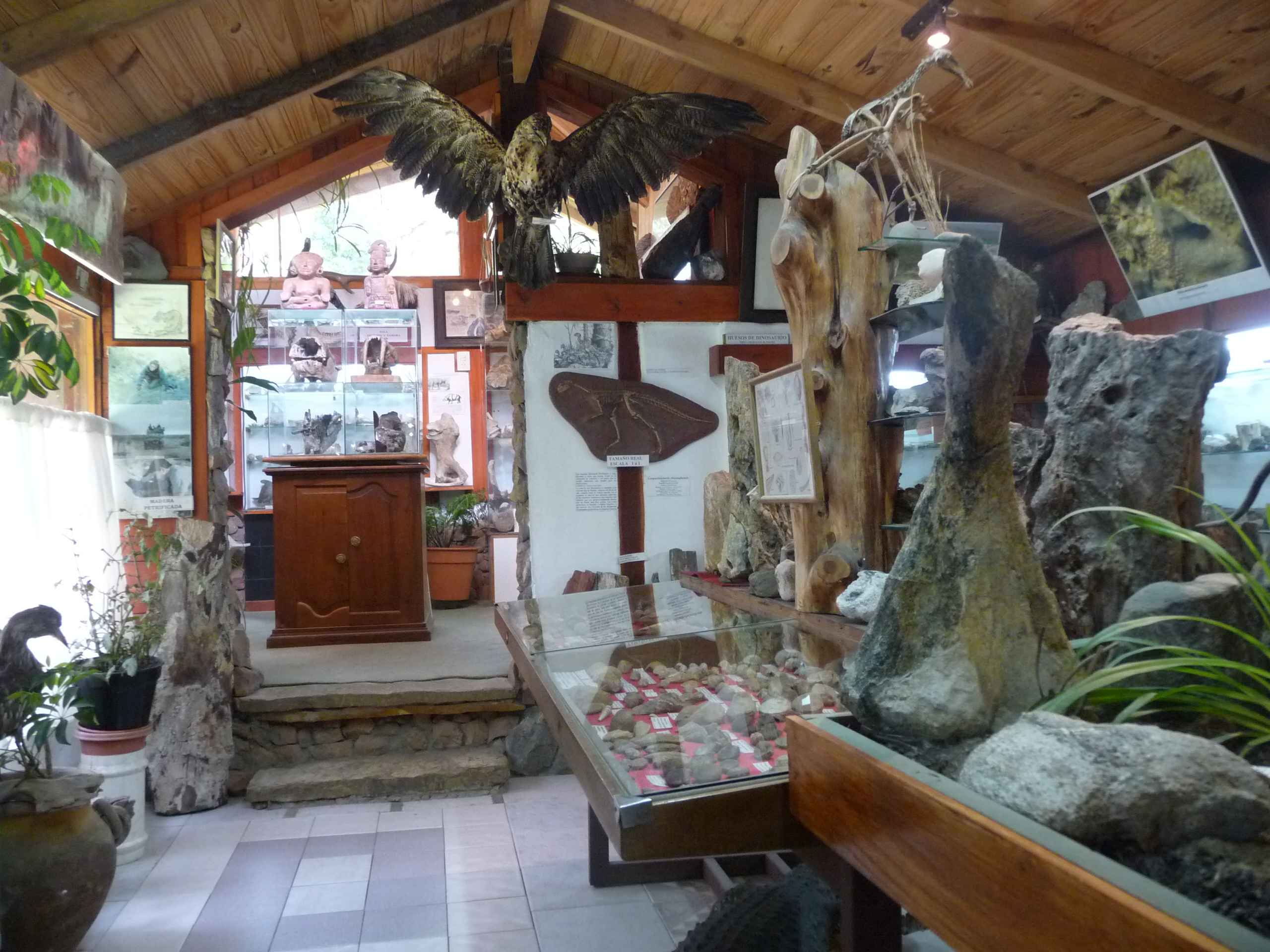
Una sala en el museo

En Villa los Coihues se encontraba el museo geológico y paleontológico "Dr. Rosendo Pascual" (también informalmente conocido como "Museo del Lago Gutiérrez"). Era una pequeña institución privada que exhibe una gran y variada colección de geología y paleontología, tanto local como de otros sitios.